# Coryphosima stenoptera
Coryphosima stenoptera is een rechtvleugelig insect uit de familie veldsprinkhanen (Acrididae). De wetenschappelijke naam van deze soort is voor het eerst geldig gepubliceerd in 1853 door Schaum.
1. ↑  (en) Coryphosima stenoptera op de IUCN Red List of Threatened Species.